# لوکشت
لوکشت (به آلمانی: Lückstedt) یک منطقهٔ مسکونی در آلمان است که در التمارکیسچ هول واقع شده‌است. لوکشت ۵۷۹ نفر جمعیت دارد.